# 야로슬라프 쿨하비
야로슬라프 쿨하비(체코어: Jaroslav Kulhavý 1985년 1월 8일 ~ )은 체코의 사이클 선수이다.